# Tomorrow X Together
Tomorrow X Together (koreanisch: 투모로우바이투게더, japanisch:トゥモローバイトゥギャザー, Tomorrow By Together, auch bekannt als TXT) ist eine südkoreanische Boygroup der vierten K-Pop-Generation unter Big Hit Music, die am 4. März 2019 mit der EP The Dream Chapter: Star debütierte und aus den fünf Mitgliedern Choi Soobin, Choi Yeonjun, Choi Beomgyu, Kang Taehyun, und HueningKai besteht.

## Name
TXT steht für "Tomorrow X Together" (gelesen "Tomorrow By Together", Hangeul: 투모로우바이투게더), ihr Fanclub nennt sich MOA (Hangeul: 모아, übersetzt "versammeln"), was für "Moments Of Alwaysness" (Momente der Ewigkeit) steht. Dadurch soll symbolisiert werden, dass die Band und ihre Fans die Momente gemeinsam verbringen, um ihren Traum von einem besseren Morgen zu verwirklichen.

## Bandgeschichte

### Vor dem offiziellen Debüt
Bang Si-hyuk, der Gründer von Big Hit Entertainment, gab bereits 2017 bekannt, dass eine zweite Boygroup in Planung sei. Im November 2018 wurde das Debüt einer neuen Gruppe für Anfang 2019 angekündigt. Im Januar 2019 wurde die Band zum ersten Mal als TXT vorgestellt. Daraufhin wurden Videos, genannt „Introduction Films“ über jedes der fünf Mitglieder auf YouTube veröffentlicht.

### 2019: Debüt undThe Dream Chapter: Magic
TXT war seit dem Debüt von BTS sechs Jahre zuvor die erste Boygroup, die unter Big Hit Entertainment debütierte. Am 4. März 2019 veröffentlichten sie ihre Debüt-EP The Dream Chapter: Star. Das Musikvideo zum Titelsong Crown erzielte innerhalb 24 Stunden 14,5 Millionen Aufrufe und 2,3 Millionen Likes auf YouTube und brach damit die Rekorde für das meistgesehene und das meistgelikte K-Pop-Debüt-Musikvideo innerhalb 24 Stunden. TXTs Debüt Showcase fand am 5. März in der Yes24 Live Hall in Seoul statt. The Dream Chapter: Star debütierte an der Spitze der Gaon Album Charts und der Billboard World Albums Charts, belegte Platz 3 der Oricon Weekly Album Charts und führte die Gaon Monthly Album Charts für den Monat März an. "Crown" erreichte Platz 1 der Billboard World Digital Songs Charts. TXT debütierten auf Platz 1 der Billboard Emerging Artists und auf Platz 140 der Billboard 200 Charts. Ihren ersten Auftritt in einer Musikshow hatten sie am 7. März bei Mnets M Countdown. Ihren ersten Gewinn in einer Musikshow verzeichnete die Gruppe nur eine Woche nach ihrem Debüt, am 12. März bei SBS MTVs The Show. Weitere Gewinne bei M Countdown und Show Champion folgten.
Am 9. April 2019 kündigten TXT ihr Debüt Showcase in den Vereinigten Staaten an. Vom 9. bis 24. Mai gaben sie sechs Konzerte in New York City, Chicago, Los Angeles, Dallas, Orlando und Atlanta, die Tickets zu diesen Shows waren in weniger als 24 Stunden ausverkauft. Weitere Auftritte auf großen Veranstaltungen wie dem iHeartRadio Wango Tango Konzert, zwei von Japans größten Fashion Festivals und der KCON 2019 in New York folgten.
Am 21. Oktober 2019 veröffentlichten TXT ihr erstes Studioalbum The Dream Chapter: Magic, mit "9 and Three Quarters (Run Away)" als Titelsong. Das Album übertraf 124.000 Verkäufe in der ersten Woche und debütierte an der Spitze der Gaon Album Charts, erreichte Platz 3 der Billboard World Albums Charts und Platz 6 der Heatseekers Album Charts. Vier Songs des Albums stiegen in die Billboard World Digital Songs Charts ein, "9 and Three Quarters (Run Away)" debütierte auf Platz 2.
TXTs kommerzieller Erfolg in den ersten Monaten brachte ihnen mehrere Rookie Awards bei bedeutenden koreanischen Musikpreisverleihungen am Jahresende ein, darunter die Asia Artist Awards, Melon Music Awards, Mnet Asian Music Awards, Golden Disc Awards, Gaon Chart Music Awards und Seoul Music Awards.

### 2020:Magic Hour, The Dream Chapter: EternityundMinisode1: Blue Hour
Am 15. Januar 2020 gaben TXT ihr japanisches Debüt mit der Single "Magic Hour", welche japanische Versionen von "Run Away", "Crown" und "Angel or Devil" beinhaltet. Sie debütierte auf Platz 1 der Oricon Daily Charts und Platz 2 der Oricon Weekly Singles Charts. Am 24. Januar 2020 präsentierten TXT die japanische Version von "Run Away" bei TV Asahis Music Station. Für den Verkauf von 100.000 Exemplaren wurde "Magic Hour" von der Recording Industry Association of Japan (RIAJ) mit Gold zertifiziert.
Am 18. Mai 2020 wurde TXTs zweite EP The Dream Chapter: Eternity mit dem Titelsong "Can’t You See Me?" veröffentlicht. In der ersten Woche verkaufte sich das Album über 181.000 mal und stieg auf Platz 2 der Gaon Album Charts und auf Platz 1 der Oricon Albums Charts ein. Im Juli 2020 erhielt das Album von der Korea Music Content Association (KMCA) eine Platin-Zertifizierung für 250.000 verkaufte Exemplare. Zwei Monate später wurden auch The Dream Chapter: Star und The Dream Chapter: Magic von der KMCA mit Platin zertifiziert.
Am 20. Juli 2020 wurde bekannt gegeben, dass TXTs Anführer Soobin und Oh My Girl Mitglied Arin ab dem 24. Juli 2020 die neuen MCs von KBS2s Music Bank sein würden.
Am 19. August 2020 veröffentlichten TXT ihre zweite japanische Single "Drama", welche japanische Versionen von "Drama" und "Can’t You See Me?" und ihren ersten japanischen Song "Everlasting Shine" beinhaltet. "Everlasting Shine" dient als zwölfte Eröffnungsmelodie des Anime Black Clover. "Drama" debütierte auf Platz 3 der Oricon Singles Chart und wurde von der RIAJ mit Gold ausgezeichnet.
TXT veröffentlichten ihre dritte EP Minisode1: Blue Hour mit dem Titelsong "Blue Hour" am 26. Oktober 2020. Das Album verkaufte sich in der ersten Woche über 300.000 mal und debütierte auf Platz 3 der Gaon Album Charts, Platz 1 der Oricon Albums Charts und Platz 25 der Billboard 200 Charts. Außerdem belegte das Album den ersten Platz der Billboard World Albums Charts und TXT führten die Emerging Artists Charts an. Minisode1: Blue Hour wurde von der KMCA mit Platin zertifiziert.
Am 24. November 2020 veröffentlichten TXT den Song "Your Light", der zum Soundtrack des K-Dramas Live On, in dem Yeonjun außerdem einen Gastauftritt hatte, gehört.
Am 31. Dezember 2020 trat die Gruppe bei "2021 NEW YEAR’S EVE LIVE By Weverse" auf, wo auch BTS, Enhypen, GFriend, NU'EST, Lee Hyun und BUMZU auftraten.

### 2021:Still DreamingundThe Chaos Chapter: Freeze
Am 20. Januar 2021 veröffentlichten TXT ihr erstes japanisches Studioalbum Still Dreaming. Das Album beinhaltet den japanischen Song "Force", der als Eröffnungsmelodie des Anime World Trigger dient. Das Album erreichte Platz 1 der Oricon Albums Charts und Platz 173 der Billboard 200 und wurde von RIAJ mit Gold zertifiziert.
Am 6. März 2021 veranstalteten TXT ihr zweites Fanmeeting "TXT FANLIVE SHINE X TOGETHER", welches sowohl vor Livepublikum stattfand, als auch live gestreamt wurde.
Am 30. April 2021 wurde TXTs zweites Studioalbum The Chaos Chapter: Freeze für den 31. Mai 2021 angekündigt.
Am 24. Mai 2021 erschien zu dem K-Drama "Doom at Your Service" von TXT der OST Song "Love Sight".

## Mitglieder
| Name                 | Geburtsname          | Geburtsdatum (Alter)    | Geburtsort |
| -------------------- | -------------------- | ----------------------- | ---------- |
| Soobin 수빈          | Choi Soo-bin 최수빈  | 5. Dezember 2000 (24)   | Ansan      |
| Yeonjun 연준         | Choi Yeon-jun 최연준 | 13. September 1999 (25) | Seoul      |
| Beomgyu 범규         | Choi Beom-gyu 최범규 | 13. März 2001 (24)      | Daegu      |
| Taehyun 태현         | Kang Tae-hyun 강태현 | 5. Februar 2002 (23)    | Seoul      |
| Huening Kai 휴닝카이 | Kai Kamal Huening a  | 14. August 2002 (22)    | Honolulu   |

## Diskografie

### Studioalben
| Jahr                 | Titel Musiklabel (Vertrieb)                                            | Höchstplatzierung, Gesamtwochen, AuszeichnungChartplatzierungen (Jahr, Titel, Musiklabel [Vertrieb], Platzierungen, Wochen, Auszeichnungen, Anmerkungen) | Höchstplatzierung, Gesamtwochen, AuszeichnungChartplatzierungen (Jahr, Titel, Musiklabel [Vertrieb], Platzierungen, Wochen, Auszeichnungen, Anmerkungen) | Höchstplatzierung, Gesamtwochen, AuszeichnungChartplatzierungen (Jahr, Titel, Musiklabel [Vertrieb], Platzierungen, Wochen, Auszeichnungen, Anmerkungen) | Höchstplatzierung, Gesamtwochen, AuszeichnungChartplatzierungen (Jahr, Titel, Musiklabel [Vertrieb], Platzierungen, Wochen, Auszeichnungen, Anmerkungen) | Höchstplatzierung, Gesamtwochen, AuszeichnungChartplatzierungen (Jahr, Titel, Musiklabel [Vertrieb], Platzierungen, Wochen, Auszeichnungen, Anmerkungen) | Höchstplatzierung, Gesamtwochen, AuszeichnungChartplatzierungen (Jahr, Titel, Musiklabel [Vertrieb], Platzierungen, Wochen, Auszeichnungen, Anmerkungen) | Anmerkungen |
| Jahr                 | Titel Musiklabel (Vertrieb)                                            | KR | JP | DE | AT | CH | US | Anmerkungen |
| -------------------- | ---------------------------------------------------------------------- | --- | --- | --- | --- | --- | --- | --- |
| Südkoreanische Alben |                                                                        | | | | | | | |
|                      |                                                                        | | | | | | | |
| 2019                 | The Dream Chapter: Magic Big Hit Entertainment (Dreamus)               | KR1 ×2Doppelplatin · (203 Wo.)KR | JP11 (2 Wo.)JP | — | — | — | — | Erstveröffentlichung: 21. Oktober 2019 Verkäufe: + 500.000                                                       |
| 2021                 | The Chaos Chapter: Freeze Big Hit Entertainment (YG Plus)              | KR1 Diamant · (132 Wo.)KR | JP1 Gold · (7 Wo.)JP | DE11 (9 Wo.)DE | AT7 (8 Wo.)AT | CH15 (10 Wo.)CH | US5 (13 Wo.)US | Erstveröffentlichung: 31. Mai 2021 Verkäufe: + 1.100.000                                                         |
| 2021                 | The Chaos Chapter: Fight or Escape Big Hit Entertainment (YG Plus)     | KR1 Diamant · (… Wo.)KR | JP2 (6 Wo.)JP | — | — | — | — | Erstveröffentlichung: 17. August 2021 Wiederveröffentlichung von The Chaos Chapter: Freeze Verkäufe: + 1.000.000 |
| 2023                 | The Name Chapter: Temptation Big Hit Entertainment (YG Plus)           | KR1 ×2Doppeldiamant · (… Wo.)KR | JP— PlatinJP | DE12 (9 Wo.)DE | AT4 (7 Wo.)AT | CH3 (7 Wo.)CH | US1 Gold · (19 Wo.)US | Erstveröffentlichung: 27. Januar 2023 Verkäufe: + 2.750.000                                                      |
| 2023                 | The Name Chapter: Temptation (Weverse) Big Hit Entertainment (YG Plus) | KR2 Platin · (50 Wo.)KR | — | — | — | — | — | Erstveröffentlichung: 27. Januar 2023 Verkäufe: + 250.000                                                        |
| 2023                 | The Name Chapter: Freefall Big Hit Entertainment (YG Plus)             | KR1 ×2Doppeldiamant + Platin (Weverse) · (21 Wo.)KR | JP1 Platin · (4 Wo.)JP | DE10 (4 Wo.)DE | AT8 (3 Wo.)AT | CH12 (5 Wo.)CH | US3 (8 Wo.)US | Erstveröffentlichung: 13. Oktober 2023 Verkäufe: + 2.500.000                                                     |
| 2024                 | The Star Chapter: Sanctuary Big Hit Entertainment (YG Plus)            | KR1 Diamant · (13 Wo.)KR | JP1 Platin · (2 Wo.)JP | DE25 (2 Wo.)DE | AT16 (2 Wo.)AT | CH35 (2 Wo.)CH | US2 (4 Wo.)US | Erstveröffentlichung: 4. November 2024 Verkäufe: + 1.250.000                                                     |
| 2025                 | The Star Chapter: Together Big Hit Entertainment (YG Plus)             | KR1 (… Wo.)KR | JP1 Platin · (… Wo.)JP | DE9 (… Wo.)DE | AT11 (… Wo.)AT | CH86 (… Wo.)CH | US3 (… Wo.)US | Erstveröffentlichung: 21. Juli 2025 Verkäufe: + 250.000                                                          |
| Japanische Alben     |                                                                        | | | | | | | |
|                      |                                                                        | | | | | | | |
| 2021                 | Still Dreaming Big Hit Entertainment (Universal Music Japan)           | — | JP1 Gold · (68 Wo.)JP | — | — | — | US173 (1 Wo.)US | Erstveröffentlichung: 20. Januar 2021 Verkäufe: + 100.000                                                        |
| 2023                 | Sweet Big Hit Entertainment (Universal Music Japan)                    | — | JP1 ×2Doppelplatin · (54 Wo.)JP | — | — | CH78 (2 Wo.)CH | US54 (1 Wo.)US | Erstveröffentlichung: 5. Juli 2023 Verkäufe: + 500.000                                                           |

### EPs
| Jahr               | Titel Musiklabel (Vertrieb)                                      | Höchstplatzierung, Gesamtwochen, AuszeichnungChartplatzierungen (Jahr, Titel, Musiklabel [Vertrieb], Platzierungen, Wochen, Auszeichnungen, Anmerkungen) | Höchstplatzierung, Gesamtwochen, AuszeichnungChartplatzierungen (Jahr, Titel, Musiklabel [Vertrieb], Platzierungen, Wochen, Auszeichnungen, Anmerkungen) | Höchstplatzierung, Gesamtwochen, AuszeichnungChartplatzierungen (Jahr, Titel, Musiklabel [Vertrieb], Platzierungen, Wochen, Auszeichnungen, Anmerkungen) | Höchstplatzierung, Gesamtwochen, AuszeichnungChartplatzierungen (Jahr, Titel, Musiklabel [Vertrieb], Platzierungen, Wochen, Auszeichnungen, Anmerkungen) | Höchstplatzierung, Gesamtwochen, AuszeichnungChartplatzierungen (Jahr, Titel, Musiklabel [Vertrieb], Platzierungen, Wochen, Auszeichnungen, Anmerkungen) | Höchstplatzierung, Gesamtwochen, AuszeichnungChartplatzierungen (Jahr, Titel, Musiklabel [Vertrieb], Platzierungen, Wochen, Auszeichnungen, Anmerkungen) | Anmerkungen                                                  |
| Jahr               | Titel Musiklabel (Vertrieb)                                      | KR | JP | DE | AT | CH | US | Anmerkungen                                                  |
| ------------------ | ---------------------------------------------------------------- | --- | --- | --- | --- | --- | --- | ------------------------------------------------------------ |
| Südkoreanische EPs |                                                                  | | | | | | |                                                              |
|                    |                                                                  | | | | | | |                                                              |
| 2019               | The Dream Chapter: Star Big Hit Entertainment (Dreamus)          | KR1 ×2Doppelplatin · (227 Wo.)KR | JP3 (4 Wo.)JP | — | — | CH58 (1 Wo.)CH | US140 (1 Wo.)US | Erstveröffentlichung: 4. März 2019 Verkäufe: + 500.000       |
| 2020               | The Dream Chapter: Eternity Big Hit Entertainment (Dreamus)      | KR2 ×2Doppelplatin · (142 Wo.)KR | JP1 (5 Wo.)JP | — | — | — | — | Erstveröffentlichung: 18. Mai 2020 Verkäufe: + 500.000       |
| 2020               | Minisode1: Blue Hour Big Hit Entertainment (Dreamus)             | KR1 Diamant · (… Wo.)KR | JP1 (3 Wo.)JP | — | — | — | US25 (2 Wo.)US | Erstveröffentlichung: 26. Oktober 2020 Verkäufe: + 1.000.000 |
| 2022               | Minisode 2: Thursday’s Child Big Hit Entertainment (Dreamus)     | KR1 ×2Doppeldiamant · (106 Wo.)KR | JP— GoldJP | DE14 (14 Wo.)DE | AT11 (6 Wo.)AT | CH14 (12 Wo.)CH | US4 (14 Wo.)US | Erstveröffentlichung: 9. Mai 2022 Verkäufe: + 2.100.000      |
| 2024               | Minisode 3: Tomorrow Big Hit Entertainment (Dreamus)             | KR1 Diamant · (… Wo.)KR | JP— GoldJP | DE6 (5 Wo.)DE | AT2 (4 Wo.)AT | CH18 (3 Wo.)CH | US3 (7 Wo.)US | Erstveröffentlichung: 1. April 2024 Verkäufe: + 1.100.000    |
| Japanische EPs     |                                                                  | | | | | | |                                                              |
|                    |                                                                  | | | | | | |                                                              |
| 2021               | Chaotic Wonderland Big Hit Entertainment (Universal Music Japan) | — | JP1 Platin · (75 Wo.)JP | — | — | — | US177 (1 Wo.)US | Erstveröffentlichung: 10. November 2021 Verkäufe: + 250.000  |

### Singles
| Jahr | Titel Album                                                                    | Höchstplatzierung, Gesamtwochen, AuszeichnungChartplatzierungen (Jahr, Titel, Album, Platzierungen, Wochen, Auszeichnungen, Anmerkungen) | Höchstplatzierung, Gesamtwochen, AuszeichnungChartplatzierungen (Jahr, Titel, Album, Platzierungen, Wochen, Auszeichnungen, Anmerkungen) | Höchstplatzierung, Gesamtwochen, AuszeichnungChartplatzierungen (Jahr, Titel, Album, Platzierungen, Wochen, Auszeichnungen, Anmerkungen) | Anmerkungen |
| Jahr | Titel Album                                                                    | KR | JP | US | Anmerkungen |
| --- | ------------------------------------------------------------------------------ | --- | --- | --- | --- |
| Südkoreanische Singles |                                                                                | | | | |
| |                                                                                | | | | |
| 2019 | Crown (어느 날 머리에서 뿔이 자랐다) The Dream Chapter: Star                   | KR86 (3 Wo.)KR | — | — | Erstveröffentlichung: 4. März 2019 |
| 2019 | 9 and Three Quarters (Run Away) The Dream Chapter: Magic                       | KR108 (1 Wo.)KR | — | — | Erstveröffentlichung: 21. Oktober 2019 |
| 2020 | Can’t You See Me? (세계가 불타버린 밤, 우린…) The Dream Chapter: Eternity      | KR66 (3 Wo.)KR | — | — | Erstveröffentlichung: 18. Mai 2020 |
| 2020 | Blue Hour (5시 53분의 하늘에서 발견한 너와 나) Minisode1: Blue Hour            | KR98 (3 Wo.)KR | — | US— GoldUS | Erstveröffentlichung: 26. Oktober 2020 Verkäufe: + 500.000                                                                                                |
| 2021 | 0x1=Lovesong (I Know I Love You) The Chaos Chapter: Freeze                     | KR42 (3 Wo.)KR | — | US— GoldUS | Erstveröffentlichung: 31. Mai 2021 Verkäufe: + 500.000 |
| 2021 | Loser=Lover The Chaos Chapter: Fight or Escape                                 | KR76 (1 Wo.)KR | — | — | Erstveröffentlichung: 17. August 2021 |
| 2022 | Good Boy Gone Bad Minisode 2: Thursday’s Child                                 | KR58 (1 Wo.)KR | JP2 ×2Doppelplatin · (125 Wo.)JP | — | Erstveröffentlichung: 31. August 2022 Verkäufe: + 500.000                                                                                                 |
| 2023 | Sugar Rush Ride The Name Chapter: Temptation                                   | KR11 (12 Wo.)KR | — | — | Erstveröffentlichung: 27. Januar 2023 |
| 2023 | Goodbye Now (이젠 안녕) –                                                      | KR76 (4 Wo.)KR | — | — | Erstveröffentlichung: 2023 |
| 2023 | Do It Like That –                                                              | KR136 (1 Wo.)KR | — | — | Erstveröffentlichung: 7. Juli 2023 mit Jonas Brothers |
| 2023 | Chasing That Feeling The Name Chapter: Freefall                                | KR52 (3 Wo.)KR | — | — | Erstveröffentlichung: 2023 |
| 2024 | Deja Vu Minisode 3: Tomorrow                                                   | KR19 (5 Wo.)KR | — | — | Erstveröffentlichung: 2024 |
| 2024 | Over the Moon The Star Chapter: Sanctuary                                      | KR22 (2 Wo.)KR | — | — | Erstveröffentlichung: 2024 |
| Folgende Lieder erschienen nicht als Single, wurden aber durch das Album zum Download und Streaming bereitgestellt und konnten somit eine Platzierung erlangen: |                                                                                | | | | |
| |                                                                                | | | | |
| 2020 | Drama The Dream Chapter: Eternity                                              | KR170 (1 Wo.)KR | — | — | Erstveröffentlichung: 18. Mai 2020 |
| Japanische Singles |                                                                                | | | | |
| |                                                                                | | | | |
| 2020 | Magic Hour (9と4分の3番線で君を待つ (Run Away) (Japanese Ver.)) Still Dreaming | — | JP2 Gold · (62 Wo.)JP | — | Erstveröffentlichung: 15. Januar 2020 Verkäufe: + 100.000                                                                                                 |
| 2020 | Drama (Japanese Ver.) Still Dreaming                                           | — | JP3 Gold · (40 Wo.)JP | — | Erstveröffentlichung: 19. August 2020 Verkäufe: + 100.000                                                                                                 |
| 2024 | We’ll Never Change (ひとつの誓い) –                                            | — | JP1 ×3Dreifachplatin · (36 Wo.)JP | — | Erstveröffentlichung: 5. Juli 2024 |
| als Gastmusiker |                                                                                | | | | |
| |                                                                                | | | | |
| 2024 | LEveL –                                                                        | — | JP24 (6 Wo.)JP | — | Erstveröffentlichung: 8. Januar 2024 (Digital) 24. Januar 2024 (CD) SawanoHiroyuki[nZk]:Tomorrow × Together Vorspann zur Anime-Fernsehserie Solo Leveling |

Weitere Singles
- 2019: Cat & Dog (English Version)
- 2019: Our Summer (Acoustic Mix)
- 2022: PS5 (Salem Ilese mit Tomorrow X Together feat. Alan Walker)
- 2022: Valley of Lies (mit Iann Dior)
- 2022: Ring (君じゃない誰かの愛し方)
- 2022: Free Falling
- 2023: Do It Like That (mit Jonas Brothers)
- 2023: Hydrangea Love (紫陽花のような恋」歌詞君じゃない誰かの愛し方)
- 2024: Back for More (mit Anitta (Sängerin)|Anitta)

### Beiträge für Soundtracks
- 2020: Your Light
- 2020: Everlasting Shine (永遠に光れ)
- 2021: Force
- 2021: Love Sight (널 보면 시간이 멈춰 어느 순간에도)
- 2021: Ito
- 2021: Eyes (감은 눈을 떠봐)

### Auszeichnungen für Musikverkäufe
| Goldene Schallplatte - Brasilien - 2024: für die Single Can’t You See Me? - 2024: für die Single Crown |

Anmerkung: Auszeichnungen in Ländern aus den Charttabellen bzw. Chartboxen sind in ebendiesen zu finden.
| Land/RegionAuszeichnungen für Musikverkäufe (Land/Region, Auszeichnungen, Verkäufe, Quellen) | Gold       | Platin       | Diamant       | Verkäufe   | Quellen             |
| -------------------------------------------------------------------------------------------- | ---------- | ------------ | ------------- | ---------- | ------------------- |
| Brasilien (PMB)                                                                              | 2× Gold2   | —            | —             | 40.000     | pro-musicabr.org.br |
| Japan (RIAJ)                                                                                 | 6× Gold6   | 12× Platin12 | —             | 3.600.000  | riaj.or.jp          |
| Südkorea (KMCA)                                                                              | —          | 8× Platin8   | 11× Diamant11 | 13.000.000 | circlechart.kr      |
| Vereinigte Staaten (RIAA)                                                                    | 3× Gold3   | —            | —             | 1.500.000  | riaa.com            |
| Insgesamt                                                                                    | 11× Gold11 | 20× Platin20 | 11× Diamant11 |            |                     |

## Filmografie

### Fernsehen
| Jahr | Titel         | ausgestrahlt auf | Anmerkungen                                                | Ref.   |
| ---- | ------------- | ---------------- | ---------------------------------------------------------- | ------ |
| 2019 | One Dream.TXT | Mnet             | Reality Show basierend auf TXT, 8 Folgen                   | [ 61 ] |
| 2021 | Playground    | JTBC             | Mit Enhypen; Lunar New Year Special Variety Show, 2 Folgen | [ 62 ] |

### Online-Shows
| Jahr | Titel                                        | ausgestrahlt auf          | Anmerkungen                                                                     | Ref.   |
| ---- | -------------------------------------------- | ------------------------- | ------------------------------------------------------------------------------- | ------ |
| 2019 | TALK X TODAY                                 | V Live, YouTube & Weverse | Reality Show basierend auf TXT, 3 Staffeln                                      | [ 63 ] |
| 2020 | TO DO X Tomorrow X Together                  | V Live & Weverse          | Variety Show basierend auf TXT                                                  | [ 64 ] |
| 2020 | Weekly TXT                                   | AbemaTV                   | wöchentliche japanische Reality Show                                            | [ 65 ] |
| 2020 | TALK X TODAY ZERO                            | V Live & YouTube          | Reality Show basierend auf TXT vor ihrem Debüt                                  | [ 66 ] |
| 2021 | Tomorrow X Together Map for "STILL DREAMING" | AbemaTV                   | japanische Dokumentation über die Vorbereitungen für "Still Dreaming", 4 Folgen | [ 67 ] |

### Radio
| Jahr | Titel                    | ausgestrahlt auf | Anmerkungen | Ref.   |
| ---- | ------------------------ | ---------------- | ----------- | ------ |
| 2019 | Tomorrow X Together Show | Naver NOW        | DJs         | [ 68 ] |
| 2021 | Listen                   | EBS              | DJs         | [ 69 ] |

## Auszeichnungen
| Preisverleihung              | Jahr | Kategorie                                | Empfänger                   | Ergebnis  | Ref.    |
| ---------------------------- | ---- | ---------------------------------------- | --------------------------- | --------- | ------- |
| Asia Artist Awards           | 2019 | Rookie of the Year (Music)               | TXT                         | Gewonnen  | [ 70 ]  |
| Asia Artist Awards           | 2019 | Popularity Award                         | TXT                         | Nominiert | [ 71 ]  |
| Brand of the Year Awards     | 2019 | Male Rookie Idol of the Year             | TXT                         | Gewonnen  | [ 72 ]  |
| Brand of the Year Awards     | 2021 | Rising Star Male Idol                    | TXT                         | Gewonnen  | [ 73 ]  |
| Bravo Otto                   | 2019 | Best K-pop                               | TXT                         | Nominiert | [ 74 ]  |
| BreakTudo Awards             | 2019 | Best International Debut Music Video     | "Crown"                     | Gewonnen  | [ 75 ]  |
| BreakTudo Awards             | 2020 | Best Male K-Pop Group                    | TXT                         | Nominiert | [ 76 ]  |
| The Fact Music Awards        | 2019 | Next Leader Award                        | TXT                         | Gewonnen  | [ 77 ]  |
| The Fact Music Awards        | 2020 | Best Performer                           | TXT                         | Gewonnen  | [ 78 ]  |
| The Fact Music Awards        | 2020 | TMA Popularity Award                     | TXT                         | Nominiert | [ 79 ]  |
| Gaon Chart Music Awards      | 2020 | New Artist of the Year – Album           | TXT                         | Gewonnen  | [ 80 ]  |
| Gaon Chart Music Awards      | 2020 | New Artist of the Year – Digital         | TXT                         | Nominiert | [ 81 ]  |
| Gaon Chart Music Awards      | 2020 | Album of the Year – 1st Quarter          | The Dream Chapter: Star     | Nominiert | [ 81 ]  |
| Gaon Chart Music Awards      | 2021 | MuBeat Global Choice Award – Male        | TXT                         | Nominiert | [ 82 ]  |
| Genie Music Awards           | 2019 | Best New Male Artist                     | TXT                         | Gewonnen  | [ 83 ]  |
| Genie Music Awards           | 2019 | Genie Music Popularity Award             | TXT                         | Nominiert | [ 84 ]  |
| Genie Music Awards           | 2019 | Global Popularity Award                  | TXT                         | Nominiert | [ 85 ]  |
| Genie Music Awards           | 2019 | Top Artist Award                         | TXT                         | Nominiert | [ 86 ]  |
| Golden Disc Awards           | 2020 | Rookie Artist of the Year                | TXT                         | Gewonnen  | [ 87 ]  |
| Golden Disc Awards           | 2020 | TikTok Golden Disc Most Popular Artist   | TXT                         | Nominiert | [ 88 ]  |
| Golden Disc Awards           | 2020 | Disc Bonsang                             | The Dream Chapter: Magic    | Nominiert | [ 88 ]  |
| Golden Disc Awards           | 2021 | Curaprox Popularity Award                | TXT                         | Nominiert | [ 89 ]  |
| Golden Disc Awards           | 2021 | QQ Music Popularity Award                | TXT                         | Nominiert | [ 89 ]  |
| Golden Disc Awards           | 2021 | Album Bonsang                            | TXT                         | Gewonnen  | [ 90 ]  |
| Golden Disc Awards           | 2021 | Disc Daesang Album of the Year           | The Dream Chapter: Eternity | Nominiert | [ 89 ]  |
| Japan Gold Disc Award        | 2021 | New Artist of the Year                   | TXT                         | Gewonnen  | [ 91 ]  |
| Japan Gold Disc Award        | 2021 | Best 3 New Artist                        | TXT                         | Gewonnen  | [ 91 ]  |
| KBS Entertainment Awards     | 2020 | Best Couple Award (mit Arin)             | Soobin (Music Bank)         | Gewonnen  | [ 92 ]  |
| Melon Music Awards           | 2019 | Rookie of the Year                       | TXT                         | Gewonnen  | [ 93 ]  |
| Mnet Asian Music Awards      | 2019 | Best New Male Artist                     | TXT                         | Gewonnen  | [ 94 ]  |
| Mnet Asian Music Awards      | 2019 | Worldwide Fans' Choice Top 10            | TXT                         | Gewonnen  | [ 95 ]  |
| Mnet Asian Music Awards      | 2019 | Worldwide Icon of the Year               | TXT                         | Nominiert | [ 96 ]  |
| Mnet Asian Music Awards      | 2019 | Artist of the Year                       | TXT                         | Nominiert | [ 96 ]  |
| Mnet Asian Music Awards      | 2020 | Worldwide Fans' Choice Top 10            | TXT                         | Gewonnen  | [ 97 ]  |
| Mnet Asian Music Awards      | 2020 | Favorite Dance Performance – Group       | TXT                         | Gewonnen  | [ 97 ]  |
| Mnet Asian Music Awards      | 2020 | Song of the Year                         | "Can’t You See Me?"         | Nominiert | [ 98 ]  |
| Mnet Asian Music Awards      | 2020 | Best Dance Performance - Male Group      | "Can’t You See Me?"         | Nominiert | [ 99 ]  |
| MTV Video Music Awards       | 2019 | Best K-Pop                               | "Cat & Dog"                 | Nominiert | [ 100 ] |
| MTV Video Music Awards       | 2020 | Best K-Pop                               | "Run Away"                  | Nominiert | [ 101 ] |
| Radio Disney                 | 2020 | Song of the Summer                       | "Can't You See Me"          | Gewonnen  | [ 102 ] |
| Seoul Music Awards           | 2020 | New Artist Award                         | TXT                         | Gewonnen  | [ 103 ] |
| Seoul Music Awards           | 2020 | Popularity Award                         | TXT                         | Nominiert | [ 104 ] |
| Seoul Music Awards           | 2020 | K-Wave Popularity Award                  | TXT                         | Nominiert | [ 104 ] |
| Seoul Music Awards           | 2020 | QQ Music Most Popular K-Pop Artist Award | TXT                         | Nominiert | [ 105 ] |
| Seoul Music Awards           | 2021 | Main Award (Bonsang)                     | TXT                         | Gewonnen  | [ 106 ] |
| Seoul Music Awards           | 2021 | K-wave Popularity Award                  | TXT                         | Nominiert | [ 107 ] |
| Seoul Music Awards           | 2021 | Popularity Award                         | TXT                         | Nominiert | [ 107 ] |
| Seoul Music Awards           | 2021 | Legend Rookie Prize                      | TXT                         | Nominiert | [ 107 ] |
| Seoul Music Awards           | 2021 | Fan PD Artist Award                      | TXT                         | Nominiert | [ 108 ] |
| Seoul Music Awards           | 2021 | WhosFandom Award                         | TXT                         | Nominiert | [ 109 ] |
| Soribada Best K-Music Awards | 2019 | Rookie Award                             | TXT                         | Gewonnen  | [ 110 ] |
| Soribada Best K-Music Awards | 2019 | Bonsang                                  | TXT                         | Nominiert | [ 111 ] |
| Soribada Best K-Music Awards | 2019 | Male Popularity Award                    | TXT                         | Nominiert | [ 111 ] |
| Soribada Best K-Music Awards | 2020 | New K-Wave Artist Award                  | TXT                         | Gewonnen  | [ 112 ] |
| Soribada Best K-Music Awards | 2020 | Bonsang                                  | TXT                         | Nominiert | [ 113 ] |
| Soribada Best K-Music Awards | 2020 | Male Popularity Award                    | TXT                         | Nominiert | [ 113 ] |
| Spotify Awards               | 2020 | Radar Artist/Emerging Artist             | TXT                         | Nominiert | [ 114 ] |
| V Live Awards                | 2019 | Global Rookie Top 5                      | TXT                         | Gewonnen  | [ 115 ] |
| V Live Awards                | 2019 | The Most Loved Artist                    | TXT                         | Nominiert | [ 116 ] |